# Валач
Валач (алб. Vallaçi) је насеље у општини Звечан на Косову и Метохији. Атар насеља се налази на територији катастарске општине Валач површине 946 ha, по општинским проценама 887 ha. Оно се дели на Горњу Махалу, Доњу Махалу и на крајеве Белиш и Коло. У селу су пронађене пећи које су служиле или за обраду цинабарита или за загревање просторија. Због великог броја култних предмета може се претпоставити да је реч о религијски важном месту. Село нема основну школу, а деца одлазе у Основну школу „Свети Сава“ у Жеровници, Основну школу „Бановић Страхиња“ у Бањској и Основну школу „Вук Караџић“ у Звечану. Насеље има асфалтни пут, а повезано је са Звечаном преко села Житковац и висећим мостом са подлогом од дасака преко реке Ибар према селу Србовац. За село је значајно и што у близини протиче река Ибар. Село нема градски водовод, а делови имају сеоске водоводе. Већина домаћинстава има фиксне телефоне.

## Географија
Село Валач налази се на 8 km северно од Звечана са леве стране пруге Косовска Митровица – Краљево и тока реке Ибар. Поред села, покрај Ибра, је Валачки Крш стеновита и релативно мала купа која је приступачна само са једне стране и као таква доминира Ибарском клисуром.

## Воде
Употребљава се вода са чесама које немају називе, осим Јелен-Вода.

## Земље и шуме
Њиве су добре родности у окућницама и на местима: Смонице, Крчевине, Белиш, Петков Поток, Селиште, Луг поред Ибра, Крчевина, Залеп, Мечкина Рупа, Саматова Њива, Јаз, Старо Село с воћкама, Велика Поповица, Мала Поповица, Црквина (поред Ибра њиве су већим делом у власништву становништва из Србовца на десној страни Ибра); пасишта, ливаде и шуме називају се: Белиш, Главица, Крушковац, Глувин Брег, Долови, Завојица, Крљетине, Поповица, Брекиње, Гувниште, Ситни Поток, Петков Поток, Грабак, Пашабаир, Јалове Ливаде, Јалово Брдо, Цигански Поток, Никин Лаз, Ледина, Старо Село с воћкама.

## Историја
Валач се помиње у Светостефанској повељи Краља Милутина из 1313. године са податком да је село Валач краљ Милутин поклонио манастиру Бањска. У турском попису из 1455. године помиње се као „Валице“ и пописано је 8 хришћанских кућа. У Селишту виде се остаци темеља порушених кућа. Остаци старог гробља су између обе махале. У њему су темељи од црквине. Данашње гробље је ниже Великог Крша. Село Ва(л)ач забележено је око 1316. У селу Ерчину, у Војводини, записан је 1690. међу другим досељеницима из Србије и Никола Валач. Могућно је претпоставити, да је Никола од врло старог рода, по коме се назвало село Валач или се Никола презивао по селу одакле је. Назив села забележен је 1711. а 1761. године. као село „Валеч“. Данашње село поместило се пре стотину година ближе њивама. 1948. село је имало 182 становника.

## Валач током Другог светског рата
Валач је током Другог светског рата био читлук Албанца Салије из Сувог Грла, Дреница. Салија је са породицом живео у Горњем Валчу, у кући Вукајла, а Шериф, брат његов, код Јабла у Доњем Валчу. Лета 1942. године у село је дошло седам наоружаних Албанаца и чобани су се разбежали, а они отерали њихова говеда. Валчани су јавили аги Салији. Он је трчао за њима, звао их и пуцао. Стигао их је на Шареном камену изнад Жеровнице и сва говеда вратио Валчанима. Други пут 1943. године Албанци су поново дошли усред ноћи и опколили кућу Ђорђевића. Лупали су на врата и прозоре који су имали јаке гвоздене шипке и тражили да се отворе врата куће. Албанци су лупали и викали „Отвори крмче врата!” Након чега је глава куће устао па им у сав глас рече: „Мени је рек`о Фаик, кад уфати мрак, да никоме врата не отварам. Ви ако оћете разбите врата. Ја да отварам нећу. Ја слушам шта ми је Фаик рекао. А ви ако сте решили уђите на силу”. Након тога Албанци су се покупили и отишли. У овом крају, за време окупације, Немци нису никога дирали, нити је ко Немце дирао. После сукоба четника и Албанаца 1941. године, уведен је ред који је касније потврђен у договору са Недићем. Од тада нико никога у време окупације у Валчу није дирао. Кад су дошли комунисти Валчанима је било веома тешко. Било је оскудице у храни и у свему. У априлу 1945. године, свима који су имали жито, покупили су све из амбара.

## Порекло становништва
Порекло становништва по родовима:
- Цветковићи, 3 куће, Ђорђевићи, 4 куће, Милентијевић, 1 кућа, слава Св. Никола, су из племена Кучи, дошли из Црне Горе 1800 и неке године, после са Селишта прешли у Валач.
- Анђелковићи, 6 кућа, Тимотијевићи, 4 куће, Арсенијевићи, 3 куће, Гвозденовићи, 3 куће, Васовић, 1 кућа, слава Св. Ћирик, прадеда из Црне Горе дошао око 1860. године. Анђелковићи имају одсељене одељке у Граничану на Копаонику (Милутиновићи, 2 к.), у Смиљевцу код Кокошића у Сјеничком Пољу и Илиће у Рудару на десној страни Ибра. По Р. Њ. Павловићу они су Морачани.
- Лазаревић, 1 кућа, слава Ђурђиц, дед из Лозна на Копаонику, „удао се за жену“.
- Аксентијевић, 1 кућа, слава Св. Јован, слава земље Ћирик, из Кућице у Колашину на Ибру.
- Новаковићи су се одселили 1892. године у Нови Пазар.

## Демографија
Према проценама из 2009. године које су коришћене за попис на Косову 2011. године, ово насеље је имало 81 становника, већина Срби.
| Година       | 1948 | 1953 | 1961 | 1971 | 1981 | 1991 | 2011 |
| ------------ | ---- | ---- | ---- | ---- | ---- | ---- | ---- |
| Становништво | 182  | 195  | 220  | 177  | 135  | 113  | 81   |

|  |